# UCI Europe Tour 2015
Die UCI Europe Tour 2015 ist die elfte Austragung des zur Saison 2005 vom Weltradsportverband UCI eingeführten europäischen Straßenradsport-Kalenders unterhalb der UCI WorldTour, der zu den UCI Continental Circuits gehört. Die Saison beginnt erstmals am 1. Januar 2015 und endet am 31. Dezember 2015.
Die Eintagesrennen und Etappenrennen der UCI Europe Tour sind in drei UCI-Kategorien (HC, 1 und 2) eingeteilt. Bei jedem Rennen werden Punkte für eine Gesamtwertung der Fahrer, Mannschaften und Nationen vergeben. An der Mannschaftswertung nehmen die Professional Continental Teams und die Continental Teams teil. An der Nationenwertung nehmen nur die Nationen des Kontinents teil, gezählt werden aber die Ergebnisse aller Circuits. An den einzelnen Rennen können auch UCI WorldTeam teilnehmen, die von Fahrern der WorldTeams erzielten Platzierungen bleiben aber für die Rankings außer Betracht.

Zu den Regeln der einzelnen Ranglisten: 

## Januar
| Datum | Rennen                              | Kat. | Sieger             | Team          |
| ----- | ----------------------------------- | ---- | ------------------ | ------------- |
| 29.   | Trofeo Santanyí-Ses Salines-Campos  | 1.1  | Matteo Pelucchi    | IAM Cycling   |
| 30.   | Trofeo Andratx-Mirador d'Es Colomer | 1.1  | Stephen Cummings   | MTN-Qhubeka   |
| 31.   | Trofeo Serra de Tramuntana          | 1.1  | Alejandro Valverde | Movistar Team |

## Februar
| Datum   | Rennen                                   | Kat. | Sieger            | Team                         |
| ------- | ---------------------------------------- | ---- | ----------------- | ---------------------------- |
| 1.      | Trofeo Playa de Palma                    | 1.1  | Matteo Pelucchi   | IAM Cycling                  |
| 1.      | Grand Prix d’Ouverture La Marseillaise   | 1.1  | Pim Ligthart      | Lotto Soudal                 |
| 4.–8.   | Étoile de Bessèges                       | 2.1  | Bob Jungels       | Trek Factory Racing          |
| 8.      | Gran Premio Costa degli Etruschi         | 1.1  | Manuel Belletti   | Southeast                    |
| 12.–15. | Tour Méditerranéen                       | 2.1  | abgesagt          |                              |
| 14.     | Vuelta a Murcia                          | 1.1  | Rein Taaramae     | Astana Pro Team              |
| 15.     | Clásica de Almería                       | 1.1  | Mark Cavendish    | Etixx-Quick Step             |
| 15.     | GP Laguna                                | 1.2  | Michael Gogl      | Team Felbermayr Simplon Wels |
| 18.–22. | Volta ao Algarve                         | 2.1  | Geraint Thomas    | Team Sky                     |
| 18.–22. | Vuelta a Andalucia Ruta Ciclista del Sol | 2.1  | Chris Froome      | Team Sky                     |
| 19.     | Trofeo Laigueglia                        | 1.HC | Davide Cimolai    | Lampre-Merida                |
| 21.–22. | Tour du Haut-Var                         | 2.1  | Ben Gastauer      | AG2R La Mondiale             |
| 28.     | Omloop Het Nieuwsblad                    | 1.HC | Ian Stannard      | Team Sky                     |
| 28.     | Classic Sud Ardèche                      | 1.1  | Eduardo Sepúlveda | Bretagne-Séché Environnement |
| 28.     | Ster van Zwolle                          | 1.2  | Elmar Reinders    | Cyclingteam Jo Piels         |

## März
| Datum   | Rennen                                    | Kat. | Sieger                 | Team                           |
| ------- | ----------------------------------------- | ---- | ---------------------- | ------------------------------ |
| 1.      | Gran Premio di Lugano                     | 1.HC | Niccolò Bonifazio      | Lampre-Merida                  |
| 1.      | La Drôme Classic                          | 1.1  | Samuel Dumoulin        | AG2R La Mondiale               |
| 1.      | Kuurne–Brüssel–Kuurne                     | 1.1  | Mark Cavendish         | Etixx-Quick Step               |
| 1.      | Clássica Internacional Loulé              | 1.2  | Michael Woods          | Optum-Kelly Benefit Strategies |
| 1.      | Grand Prix Izola                          | 1.2  | Gregor Mühlberger      | Team Felbermayr Simplon Wels   |
| 4.      | Le Samyn                                  | 1.1  | Kris Boeckmans         | Lotto Soudal                   |
| 4.      | Trofej Umag                               | 1.2  | Marko Kump             | Adria Mobil                    |
| 5.      | Gran Premio Città di Camaiore             | 1.1  | abgesagt               |                                |
| 6.–8.   | Driedaagse van West-Vlaanderen            | 2.1  | Yves Lampaert          | Etixx-Quick Step               |
| 7.–8.   | Troféu Alpendre Internacional do Guadiana | 2.2  | Jordi Simón            | Team Ecuador                   |
| 7.      | Strade Bianche                            | 1.HC | Zdeněk Štybar          | Etixx-Quick Step               |
| 7.      | Poreč Trophy                              | 1.2  | Marko Kump             | Adria Mobil                    |
| 8.      | Roma Maxima                               | 1.1  | abgesagt               |                                |
| 8.      | Dorpenomloop Rucphen                      | 1.2  | Floris Gerts           | BMC Development Team           |
| 8.      | Grand Prix de la Ville de Lillers         | 1.2  | abgesagt               |                                |
| 12.–15. | Istrian Spring Trophy                     | 2.2  | Markus Eibegger        | Synergy Baku Cycling Project   |
| 14.     | Ronde van Drenthe                         | 1.1  | Edward Theuns          | Topsport Vlaanderen-Baloise    |
| 15.     | Dwars door Drenthe                        | 1.1  | Manuel Belletti        | Southeast                      |
| 15.     | Omloop van het Waasland                   | 1.2  | Geert van der Weijst   | Team 3M                        |
| 15.     | Kattekoers                                | 1.2  | Baptiste Planckaert    | Roubaix Lille Métropole        |
| 15.     | Paris–Troyes                              | 1.2  | David Menut            | BigMat-Auber 93                |
| 17.     | Sochi Cup                                 | 1.2  | Uladsimir Harachawik   | RCOP-Belarus                   |
| 18.     | Nokere Koerse                             | 1.1  | Kris Boeckmans         | Lotto Soudal                   |
| 18.     | Grand Prix of Sochi Mayor                 | 1.2  | Sergei Firsanow        | RusVelo                        |
| 19.     | Gran Premio Nobili Rubinetterie           | 1.HC | Giacomo Nizzolo        | Trek Factory Racing            |
| 19.–22. | Grand Prix of Sochi                       | 2.2  | Alexander Foliforow    | RusVelo                        |
| 20.     | Handzame Classic                          | 1.1  | Gianni Meersman        | Etixx-Quick Step               |
| 21.     | Classic Loire Atlantique                  | 1.1  | Alexis Gougeard        | AG2R La Mondiale               |
| 21.     | Ronde van Zeeland Seaports                | 1.1  | Iljo Keisse            | Etixx-Quick Step               |
| 21.–22. | Grande Prémio Liberty Seguros             | 2.2  | Rubén Guerreiro        | Axeon                          |
| 22.     | Cholet-Pays de Loire                      | 1.1  | Pierrick Fédrigo       | Bretagne-Séché Environnement   |
| 23.–29. | Tour de Normandie                         | 2.2  | Dimitri Claeys         | Vérandas Willems               |
| 24.–27. | Tour of Canakkale                         | 2.2  | Ahmet Akdilek          | Torku Şekerspor                |
| 25.     | Dwars door Vlaanderen                     | 1.HC | Jelle Wallays          | Topsport Vlaanderen-Baloise    |
| 25.–29. | Volta ao Alentejo                         | 2.2  | Paweł Bernas           | ActiveJet Team                 |
| 26.     | Classica Corsica                          | 1.1  | Thomas Boudat          | Team Europcar                  |
| 26.–29. | Settimana Internazionale                  | 2.1  | Louis Meintjes         | MTN-Qhubeka                    |
| 28.–29. | Critérium International                   | 2.HC | Jean-Christophe Péraud | AG2R La Mondiale               |
| 31.–2.  | Driedaagse van De Panne-Koksijde          | 2.HC | Alexander Kristoff     | Team Katusha                   |

## April
| Datum   | Rennen                                     | Kat.   | Sieger               | Team                              |
| ------- | ------------------------------------------ | ------ | -------------------- | --------------------------------- |
| 1.      | Krasnodar–Anapa                            | 1.2    | Andrei Solomennikow  | RusVelo                           |
| 2.–5.   | Tour of Kuban                              | 2.2    | Dmitri Samochwalow   | Itera-Katusha                     |
| 3.      | Route Adélie de Vitré                      | 1.1    | Romain Feillu        | Bretagne-Séché Environnement      |
| 3.–6.   | Le Triptyque des Monts et Châteaux         | 2.2    | Lilian Calmejane     | Vendée U                          |
| 4.      | Gran Premio Miguel Induráin                | 1.1    | Ángel Vicioso        | Team Katusha                      |
| 4.      | Volta Limburg Classic                      | 1.1    | Stefan Küng          | BMC Racing Team                   |
| 5.      | Vuelta a La Rioja                          | 1.1    | Caleb Ewan           | Orica GreenEdge                   |
| 5.      | Paris–Camembert                            | 1.1    | Julien Loubet        | Marseille 13 KTM                  |
| 5.      | Grand Prix Adria Mobil                     | 1.2    | Marko Kump           | Adria Mobil                       |
| 5.      | Trofeo Piva                                | 1.2U   | Felix Großschartner  | Team Felbermayr Simplon Wels      |
| 6.      | Giro del Belvedere                         | 1.2U   | Andrea Vendrame      | Zalf Euromobil Désirée Fior       |
| 7.–10.  | Circuit Cycliste Sarthe                    | 2.1    | Ramūnas Navardauskas | Team Cannondale-Garmin            |
| 8.      | Scheldeprijs                               | 1.HC   | Alexander Kristoff   | Team Katusha                      |
| 9.–12.  | Tour of Mersin                             | 2.2    | Oleksandr Poliwoda   | Kolss-BDC Team                    |
| 10.–12. | Circuit des Ardennes                       | 2.2    | Evaldas Šiškevičius  | Marseille 13 KTM                  |
| 11.     | Trofeo Edil C                              | 1.2    | Francesco Reda       | Team Idea                         |
| 11.     | Grand Prix of Donetsk I                    | 1.2    | abgesagt             |                                   |
| 11.     | Ronde van Vlaanderen (U23)                 | 1.Ncup | Alexander Edmondson  | Australien                        |
| 12.     | Klasika Primavera                          | 1.1    | José Herrada         | Movistar Team                     |
| 12.     | Grand Prix of Donetsk II                   | 1.2    | abgesagt             |                                   |
| 15.     | De Brabantse Pijl                          | 1.HC   | Ben Hermans          | BMC Racing Team                   |
| 15.     | Maykop-Ulyap-Maykop                        | 1.2    | Iwan Balykin         | RusVelo                           |
| 15.     | La Côte Picarde                            | 1.Ncup | Simone Consonni      | Italien                           |
| 15.–19. | Tour du Loir-et-Cher                       | 2.2    | Romain Cardis        | Vendée U                          |
| 16.     | Grand Prix de Denain                       | 1.1    | Nacer Bouhanni       | Cofidis, Solutions Crédits        |
| 16.–19. | Grand Prix of Adygeya                      | 2.2    | Sergei Firsanow      | RusVelo                           |
| 17.–18. | ZLM Tour                                   | 2.Ncup | Søren Kragh Andersen | Dänemark                          |
| 17.–19. | Vuelta a Castilla y León                   | 2.1    | Pierre Rolland       | Team Europcar                     |
| 18.     | Tour du Finistère                          | 1.1    | Tim De Troyer        | Wanty-Groupe Gobert               |
| 18.     | Arno Wallaard Memorial                     | 1.2    | Jasper Bovenhuis     | SEG Racing                        |
| 18.     | Banja Luka-Belgrad I                       | 1.2    | Marko Kump           | Adria Mobil                       |
| 18.     | Lüttich–Bastogne–Lüttich Espoirs           | 1.2U   | Guillaume Martin     | CC Etupes                         |
| 19.     | Tro-Bro Léon                               | 1.1    | Alexandre Geniez     | FDJ                               |
| 19.     | Banja Luka-Belgrad II                      | 1.2    | Andi Bajc            | Amplatz-BMC                       |
| 19.     | Profronde van Noord-Holland                | 1.2    | Johim Ariesen        | Metec-TKH Continental Cyclingteam |
| 21.–24. | Giro del Trentino                          | 2.HC   | Richie Porte         | Team Sky                          |
| 22.–26. | Tour of Croatia                            | 2.1    | Maciej Paterski      | CCC Sprandi Polkowice             |
| 25.     | Zuid Oost Drenthe Classic                  | 1.2    | Jeff Vermeulen       | Cyclingteam Jo Piels              |
| 25.     | Gran Premio della Liberazione              | 1.2U   | Lucas Gaday          | Unieuro-Wilier-Trevigiani         |
| 25.–1.  | Tour de Bretagne                           | 2.2    | Sébastien Delfosse   | Wallonie-Bruxelles                |
| 26.     | La Roue Tourangelle                        | 1.1    | Lorenzo Manzin       | FDJ                               |
| 26.     | Giro dell’Appennino                        | 1.1    | Omar Fraile          | Caja Rural-Seguros RGA            |
| 26.     | Paris-Mantes-en-Yvelines                   | 1.2    | Nicolas Baldo        | Team Vorarlberg                   |
| 26.     | Rutland-Melton International CiCLE Classic | 1.2    | Steele Von Hoff      | NFTO                              |
| 26.–3.  | Presidential Cycling Tour of Turkey        | 2.HC   | Kristijan Đurasek    | Lampre-Merida                     |
| 28.–3.  | Carpathian Couriers Race                   | 2.2U   | Tim Ariesen          | Cyclingteam Jo Piels              |

## Mai
| Datum   | Rennen                                              | Kat.   | Sieger                  | Team                             |
| ------- | --------------------------------------------------- | ------ | ----------------------- | -------------------------------- |
| 1.      | Rund um den Finanzplatz Eschborn-Frankfurt          | 1.HC   | abgesagt                |                                  |
| 1.      | Memoriał Andrzeja Trochanowskiego                   | 1.2    | Mateusz Nowak           | Domin Sport                      |
| 1.      | Moscow Cup                                          | 1.2    | Serhij Lahkuti          | Kolss-BDC Team                   |
| 1.      | Grand Prix Viborg                                   | 1.2    | Oscar Landa             | Team Coop-Øster Hus              |
| 1.      | Rund um den Finanzplatz Eschborn-FF (U23)           | 1.2U   | abgesagt                |                                  |
| 1.–3.   | Tour de Yorkshire                                   | 2.1    | Lars Petter Nordhaug    | Team Sky                         |
| 2.      | Ronde van Overijssel                                | 1.2    | Jeff Vermeulen          | Cyclingteam Jo Piels             |
| 2.      | Memorial Romana Sieminskiego                        | 1.2    | Alois Kaňkovský         | Bauknecht-Author                 |
| 2.      | Himmerland Rundt                                    | 1.2    | Wim Stroetinga          | Parkhotel Valkenburg Continental |
| 2.      | Memorial of Oleg Dyachenko                          | 1.2    | Mychajlo Kononenko      | Kolss-BDC Team                   |
| 2.–3.   | Vuelta a Asturias                                   | 2.1    | Igor Antón              | Movistar Team                    |
| 3.      | Grand Prix de la Somme                              | 1.1    | Quentin Jaurégui        | AG2R La Mondiale                 |
| 3.      | Circuito del Porto                                  | 1.2    | Riccardo Minali         | Team Colpack                     |
| 3.      | Skive–Løbet                                         | 1.2    | Alexander Kamp          | Team ColoQuick                   |
| 3.      | Grand Prix of Moscow                                | 1.2    | Sjarhej Papok           | Minsk Cycling Club               |
| 5.–9.   | Five Rings of Moscow                                | 2.2    | Olexandr Poliwoda       | Kolss-BDC Team                   |
| 6.–9.   | Szlakiem Grodów Piastowskich                        | 2.2    | Paweł Bernas            | ActiveJet Team                   |
| 6.–10.  | Quatre Jours de Dunkerque                           | 2.HC   | Ignatas Konovalovas     | Marseille 13 KTM                 |
| 6.–10.  | Tour d’Azerbaïdjan                                  | 2.1    | Primož Roglič           | Adria Mobil                      |
| 9.      | Scandinavian Race in Uppsala                        | 1.2    | Nicolai Brøchner        | Riwal Platform Cycling Team      |
| 9.      | Hadeland Grand Prix                                 | 1.2    | Søren Kragh Andersen    | Team TreFor-Blue Water           |
| 9.      | Berner Rundfahrt                                    | 1.2    | Tom Bohli               | BMC Development Team             |
| 9.–10.  | Vuelta a la Comunidad de Madrid                     | 2.1    | Jewgeni Schalunow       | Lokosphinx                       |
| 10.     | Ringerike Grand Prix                                | 1.2    | Asbjørn Kragh Andersen  | Team TreFor-Blue Water           |
| 10.     | Grand Prix de la Ville de Nogent-sur-Oise           | 1.2    | Robin Stenuit           | Veranclassic-Ekoï                |
| 10.     | Flèche Ardennaise                                   | 1.2    | Loïc Vliegen            | BMC Development Team             |
| 10.     | Trofeo Città di San Vendemiano                      | 1.2U   | Gianni Moscon           | Zalf Euromobil Désirée Fior      |
| 12.–17. | Olympia’s Tour                                      | 2.2    | Jetse Bol               | Cyclingteam Join’s – De Rijke    |
| 13.–17. | Bayern-Rundfahrt                                    | 2.HC   | Alex Dowsett            | Movistar Team                    |
| 13.–17. | Flèche du Sud                                       | 2.2    | Víctor de la Parte      | Team Vorarlberg                  |
| 14.–16. | Tour de Berlin                                      | 2.2U   | Steven Lammertink       | SEG Racing                       |
| 14.–17. | Rhône-Alpes Isère Tour                              | 2.2    | Sam Oomen               | Rabobank Development Team        |
| 15.–17. | Tour de Picardie                                    | 2.1    | Kris Boeckmans          | Lotto Soudal                     |
| 16.     | Visegrád 4 Bicycle Race – Grand Prix Czech Republic | 1.2    | Paweł Bernas            | ActiveJet Team                   |
| 16.–19. | Tour of Black Sea                                   | 2.2    | Tomasz Marczyński       | Torku Şekerspor                  |
| 17.     | Visegrád 4 Bicycle Race – Grand Prix Polski         | 1.2    | Bartosz Warchoł         | Cycling Academy Team             |
| 17.     | Grand Prix Criquielion                              | 1.2    | Jelle Wallays           | Topsport Vlaanderen-Baloise      |
| 17.     | Gran Premio Industrie del Marmo                     | 1.2    | Gian Marco Di Francesco | MG.Kvis-Vega                     |
| 17.–24. | An Post Rás                                         | 2.2    | Lukas Pöstlberger       | Tirol Cycling Team               |
| 19.–24. | Bałtyk-Karkonosze Tour                              | 2.2    | Leszek Pluciński        | CCC Sprandi Polkowice            |
| 20.–24. | Tour of Norway                                      | 2.HC   | Jesper Hansen           | Tinkoff-Saxo                     |
| 21.–24. | Ronde de l’Isard                                    | 2.2U   | Simone Petilli          | Unieuro-Wilier-Trevigiani        |
| 22.–24. | Paris-Arras Tour                                    | 2.2    | Joeri Calleeuw          | Vérandas Willems                 |
| 23.     | Visegrád 4 Bicycle Race – Grand Prix Hungary        | 1.2    | Alois Kaňkovský         | Bauknecht-Author                 |
| 23.–24. | World Ports Classic                                 | 2.1    | Kris Boeckmans          | Lotto Soudal                     |
| 24.     | Visegrád 4 Bicycle Race – Grand Prix Slovakia       | 1.2    | Alois Kaňkovský         | Bauknecht-Author                 |
| 27.–31. | Belgium Tour                                        | 2.HC   | Greg Van Avermaet       | BMC Racing Team                  |
| 27.–31. | Tour des Fjords                                     | 2.1    | Marco Haller            | Team Katusha                     |
| 29.     | Horizon Park Race for Peace                         | 1.2    | Serhij Lahkuti          | Kolss-BDC Team                   |
| 29.–30. | Tour of Estonia                                     | 2.1    | Martin Laas             | Estland                          |
| 29.–31. | Tour de Gironde                                     | 2.2    | Stéphane Poulhies       | Occitane Cyclisme Formation      |
| 29.–31. | Course de la Paix (U23)                             | 2.Ncup | Gregor Mühlberger       | Österreich                       |
| 30.     | Grand Prix de Plumelec-Morbihan                     | 1.1    | Alexis Vuillermoz       | AG2R La Mondiale                 |
| 30.     | Horizon Park Race Maidan                            | 1.2    | Olexandr Poliwoda       | Kolss-BDC Team                   |
| 31.     | Boucles de l’Aulne                                  | 1.1    | Alo Jakin               | BigMat-Auber 93                  |
| 31.     | Velothon Berlin                                     | 1.1    | Ramon Sinkeldam         | Team Giant-Alpecin               |
| 31.     | Horizon Park Classic                                | 1.2    | Mychajlo Kononenko      | Kolss-BDC Team                   |
| 31.     | Paris–Roubaix (U23)                                 | 1.2U   | Lukas Spengler          | BMC Development                  |

## Juni
| Datum   | Rennen                                       | Kat. | Sieger             | Team                              |
| ------- | -------------------------------------------- | ---- | ------------------ | --------------------------------- |
| 2.      | Trofeo Alcide Degasperi                      | 1.2  | Alberto Cecchin    | Roth-Škoda                        |
| 3.–7.   | Luxemburg-Rundfahrt                          | 2.HC | Linus Gerdemann    | Cult Energy Pro Cycling           |
| 4.–7.   | Boucles de la Mayenne                        | 2.1  | Anthony Turgis     | Cofidis, Solutions Crédits        |
| 6.      | Grand Prix of Vinnytsia                      | 1.2  | Witalij Buz        | Kolss-BDC Team                    |
| 7.      | Coppa della Pace                             | 1.2  | Simone Velasco     | Zalf Euromobil Désirée Fior       |
| 7.      | Memorial Philippe Van Coningsloo             | 1.2  | Robin Stenuit      | Veranclassic-Ekoï                 |
| 7.      | Grand Prix of ISD                            | 1.2  | Andrij Chripta     | Kyiv Capital Racing               |
| 10.–13. | Tour of Ankara                               | 2.2  | Nazim Bakırcı      | Torku Şekerspor                   |
| 10.–14. | Slowakei-Rundfahrt                           | 2.2  | Davide Viganò      | Team Idea                         |
| 11.–14. | Ronde de l’Oise                              | 2.2  | Joshua Edmondson   | An Post-Chain Reaction            |
| 11.     | GP Kanton Aargau                             | 1.HC | Alexander Kristoff | Team Katusha                      |
| 12.–14. | Tour of Małopolska                           | 2.2  | Marko Kump         | Adria Mobil                       |
| 13.     | GP Horsens                                   | 1.2  | Alexander Kamp     | Team ColoQuick                    |
| 14.     | Ronde van Limburg                            | 1.1  | Bjorn Leukemans    | Wanty-Groupe Gobert               |
| 14.     | Rund um Köln                                 | 1.1  | Tom Boonen         | Etixx-Quick Step                  |
| 14.     | GP Sarajevo                                  | 1.2  | Gasper Katrasnik   | Sava Kranj                        |
| 14.     | Raiffeisen Grand Prix                        | 1.2  | Gregor Mühlberger  | Team Felbermayr Simplon Wels      |
| 14.     | Velothon Wales                               | 1.1  | Martin Mortensen   | Cult Energy Pro Cycling           |
| 14.     | Fyen Rundt                                   | 1.2  | Andreas Vangstad   | Team Sparebanken Sør              |
| 17.–21. | Ster ZLM Toer                                | 2.1  | André Greipel      | Lotto Soudal                      |
| 18.–21. | Serbien-Rundfahrt                            | 2.2  | Iwan Sawitzki      | RusVelo                           |
| 18.–21. | Slowenien-Rundfahrt                          | 2.1  | Primož Roglič      | Adria Mobil                       |
| 18.–21. | Oberösterreich-Rundfahrt                     | 2.2  | Gregor Mühlberger  | Team Felbermayr Simplon Wels      |
| 18.–21. | Route du Sud                                 | 2.1  | Alberto Contador   | Tinkoff-Saxo                      |
| 18.–21. | Tour des Pays de Savoie                      | 2.2  | David Belda        | Burgos-BH                         |
| 20.     | Korona Kocich Gór                            | 1.2  | František Sisr     | Team Dukla Praha                  |
| 21.     | Beaumont Trophy                              | 1.2  | Christopher Latham | Nationalmannschaft Großbritannien |
| 21.     | Circuit de Wallonie                          | 1.2  | Stef Van Zummeren  | Vérandas Willems                  |
| 21.     | Memorial Grundmanna Wizowskiego              | 1.2  | Adam Stachowiak    | Kolss-BDC Team                    |
| 24.     | Internationale Wielertrofee Jong Maar Moedig | 1.2  | Dimitri Claeys     | Vérandas Willems                  |
| 24.     | Halle–Ingooigem                              | 1.1  | Nacer Bouhanni     | Cofidis, Solutions Crédits        |

## Juli
| Datum    | Rennen                               | Kat.   | Sieger               | Team                              |
| -------- | ------------------------------------ | ------ | -------------------- | --------------------------------- |
| 1.–5.    | Sibiu Cycling Tour                   | 2.1    | Mauro Finetto        | Southeast                         |
| 1.–4.    | Course de la Solidarité Olympique    | 2.2    | Johim Ariesen        | Metec-TKH Cycling Team p/b Mantel |
| 4.–12.   | Österreich-Rundfahrt                 | 2.HC   | Víctor de la Parte   | Team Vorarlberg                   |
| 4.       | Grand Prix Minsk                     | 1.2    | Siarhei Papok        | Minsk Cycling Club                |
| 4.       | Omloop Het Nieuwsblad U23            | 1.2    | Floris Gerts         |                                   |
| 5.       | Paris-Chauny                         | 1.2    | Maxime Vantomme      | Roubaix Lille Métropole           |
| 5.       | Minsk Cup                            | 1.2    | Oleksandr Holowasch  | Kolss-BDC Team                    |
| 9–12.    | Troféu Joaquim Agostinho             | 2.2    | João Benta           | Louletano–Ray Just Energy         |
| 12.      | Giro del Medio Brenta                | 1.2    | Michele Gazzara      | MG.Kvis-Vega                      |
| 14–19.   | Giro della Valle d’Aosta             | 2.2U   | Robert Power         |                                   |
| 16–19.   | Volta a Portugal do Futuro           | 2.2U   | Julen Amezqueta      | Baqué-Campos                      |
| 19.      | Trofeo Matteotti                     | 1.1    | Jewgeni Schalunow    | Lokosphinx                        |
| 19.      | Dwars door de Vlaamse Ardennen       | 1.2    | Stijn Steels         | Topsport Vlaanderen-Baloise       |
| 22.      | Grand Prix Pino Cerami               | 1.1    | Philippe Gilbert     | BMC Racing Team                   |
| 24–26.   | Podlasie Tour                        | 2.2    | Andriy Vasylyuk      | Kolss-BDC Team                    |
| 25–29.   | Tour de Wallonie                     | 2.HC   | Niki Terpstra        | Etixx-Quick Step                  |
| 25.      | Prueba Villafranca de Ordizia        | 1.1    | Ángel Madrazo        | Caja Rural-Seguros RGA            |
| 26.      | Grand Prix de la ville de Pérenchies | 1.2    | Dimitri Claeys       | Vérandas Willems                  |
| 26.      | Coppa dei Laghi - Trofeo Almar       | 1.Ncup | Gianni Moscon        |                                   |
| 28.–1.8. | Dookoła Mazowsza                     | 2.2    | Grzegorz Stępniak    | CCC Sprandi Polkowice             |
| 29.–9.8. | Volta a Portugal                     | 2.1    | Gustavo Cesar        | W52                               |
| 29.–2.8. | Tour Alsace                          | 2.2    | Vegard Stake Laengen | Team Joker                        |
| 31.–9.8. | Tour de Guadeloupe                   | 2.2    | Boris Carène         |                                   |
| 31.      | Circuito de Getxo                    | 1.1    | Nacer Bouhanni       | Cofidis, Solutions Crédits        |

## August
| Datum    | Rennen                                | Kat.   | Sieger             | Team                           |
| -------- | ------------------------------------- | ------ | ------------------ | ------------------------------ |
| 1–3.     | Kreiz Breizh Elites                   | 2.2    | August Jensen      | Team Coop-Øster Hus            |
| 1.       | Odessa Grand Prix 1                   | 1.2    | Oleksandr Poliwoda | Kolss-BDC Team                 |
| 2.       | Trofeo Bastianelli                    | 1.2    | Michele Gazzara    | MG.Kvis-Vega                   |
| 2.       | RideLondon–Surrey Classic             | 1.HC   | Jempy Drucker      | BMC Racing Team                |
| 2.       | Polynormande                          | 1.1    | Oliver Naesen      | Topsport Vlaanderen-Baloise    |
| 2.       | Odessa Grand Prix 2                   | 1.2    | Witalij Buz        | Kolss-BDC Team                 |
| 4.–9.    | Ungarn-Rundfahrt                      | 2.2    | Tom Thill          | Differdange-Losch              |
| 4.–8.    | Burgos-Rundfahrt                      | 2.HC   | Rein Taaramäe      | Astana Pro Team                |
| 4.–8.    | Dänemark Dänemark-Rundfahrt           | 2.HC   | Christopher Juul   | Tinkoff-Saxo                   |
| 6.–8.    | Tour of Szeklerland                   | 2.2    | Clemens Fankhauser | Team Hrinkow Advarics Cycleang |
| 7.       | Europameisterschaften – Zeitfahren    | CC     | Steven Lammertink  |                                |
| 8.       | Memoriał Henryka Łasaka               | 1.2    | Alois Kaňkovský    | Whirlpool-Author               |
| 9.       | Europameisterschaften – Straßenrennen | CC     | Erik Baška         |                                |
| 9.       | GP di Poggiana                        | 1.2U   | Stefano Nardelli   | Unieuro-Wilier-Trevigiani      |
| 9.       | Puchar Uzdrowisk Karpackich           | 1.2    | Adrian Honkisz     | CCC Sprandi Polkowice          |
| 9.       | Antwerpse Havenpijl                   | 1.2    | Aidis Kruopis      | An Post-Chain Reaction         |
| 11.–15.  | Tour de l’Ain                         | 2.1    | Alexandre Geniez   | FDJ                            |
| 13.–16.  | NorwegenArctic Race of Norway         | 2.HC   | Rein Taaramäe      | Astana Pro Team                |
| 13.–16.  | Czech Cycling Tour                    | 2.1    | Petr Vakoč         | Etixx-Quick Step               |
| 16.      | GP Capodarco                          | 1.2    | Riccardo Donato    |                                |
| 18.      | Grote Prijs Stad Zottegem             | 1.1    | Kenny Dehaes       | Lotto Soudal                   |
| 18.–21.  | Tour du Limousin                      | 2.1    | Sonny Colbrelli    | Bardiani CSF                   |
| 18.–20.  | / Baltic Chain Tour                   | 2.2    | Andriy Kulyk       | Kolss-BDC Team                 |
| 21.      | Arnhem–Veenendaal Classic             | 1.1    | Dylan Groenewegen  | Roompot Oranje Peloton         |
| 22.–29.  | Niederlande Tour de l’Avenir          | 2.Ncup | Marc Soler         |                                |
| 22.      | Puchar Ministra Obrony Narodowej      | 1.2    | Erik Baška         | AWT-GreenWay                   |
| 23.      | GP Jef Scherens                       | 1.1    | Bjorn Leukemans    | Wanty-Groupe Gobert            |
| 25.–28.  | Tour du Poitou-Charentes              | 2.1    | Tony Martin        | Etixx-Quick Step               |
| 25.      | GP des Marbriers                      | 1.2    | Tim Ariesen        | Cyclingteam Jo Piels           |
| 26.      | Druivenkoers Overijse                 | 1.1    | Jérôme Baugnies    | Wanty-Groupe Gobert            |
| 29.–30.  | Ronde van Midden-Nederland            | 2.2    | Olivier Pardini    | Vérandas Willems               |
| 30.–3.9. | Tour of Bulgaria                      | 2.2    | Stefan Hristov     |                                |
| 30.      | Schaal Sels-Merksem                   | 1.1    | Robin Stenuit      | Wanty-Groupe Gobert            |
| 30.      | Croatia–Slovenia                      | 1.2    | Marko Kump         | Adria Mobil                    |

## September
| Datum   | Rennen                                     | Kat. | Sieger                           | Team                             |
| ------- | ------------------------------------------ | ---- | -------------------------------- | -------------------------------- |
| 5.–6.   | Black Sea Cycling Tour                     | 2.2  | Vitaliy Buts                     | Kolss-BDC Team                   |
| 5.      | Brussels Cycling Classic                   | 1.HC | Dylan Groenewegen                | Roompot Oranje Peloton.          |
| 6.–13.  | Tour of Britain                            | 2.HC | Edvald Boasson Hagen             | MTN-Qhubeka                      |
| 6.      | GP de Fourmies                             | 1.HC | Fabio Felline                    | Trek Factory Racing              |
| 6.      | Kernen Omloop Echt-Susteren                | 1.2  | Max Walscheid                    | Team Kuota-Lotto                 |
| 10.–12. | Giro del Friuli Venezia Giulia             | 2.2  | Gaëtan Bille                     | Vérandas Willems                 |
| 11.–13. | East Bohemia Tour                          | 2.2  | Jan Tratnik                      | Amplatz-BMC                      |
| 12.     | De Kustpijl Heist                          | 1.2  | Marco Zanotti                    | Parkhotel Valkenburg Continental |
| 13.     | Tour du Doubs                              | 1.1  | Eduardo Sepúlveda                | Arkéa-B&B Hôtels                 |
| 13.     | Velothon Stockholm                         | 1.1  | Marko Kump                       | Adria Mobil                      |
| 13.     | Chrono Champenois                          | 1.2  | Filippo Ganna                    | Lampre-Merida                    |
| 16.     | GP de Wallonie                             | 1.1  | Jens Debusschere                 | Lotto Soudal                     |
| 16.     | Coppa Agostoni                             | 1.1  | Davide Rebellin                  | CCC Sprandi Polkowice            |
| 17.     | Coppa Bernocchi                            | 1.1  | Vincenzo Nibali                  | Astana Pro Team                  |
| 18.     | Kampioenschap van Vlaanderen               | 1.1  | Michał Gołaś                     | Etixx-Quick Step                 |
| 19.     | Memorial Marco Pantani                     | 1.1  | Diego Ulissi                     | Lampre-Merida                    |
| 19.     | GP Impanis-Van Petegem                     | 1.HC | Sean De Bie                      | Lotto Soudal                     |
| 20.     | Grand Prix d’Isbergues                     | 1.1  | Nacer Bouhanni                   | Cofidis, Solutions Crédits       |
| 20.     | Rund um Sebnitz                            | 1.2  | Maximilian Kuen                  | Amplatz-BMC                      |
| 20.     | Gran Premio Industria e Commercio di Prato | 1.1  | Daniele Bennati                  | Tinkoff-Saxo                     |
| 23.     | Omloop van het Houtland                    | 1.1  | Jens Debusschere                 | Lotto Soudal                     |
| 26.–27. | Tour du Gévaudan                           | 2.1  | Thibaut Pinot                    | FDJ                              |
| 27.     | Gooikse Pijl                               | 1.2  | Oliver Naesen                    | Topsport Vlaanderen-Baloise      |
| 27.     | Duo Normand                                | 1.1  | Victor Campenaerts Jelle Wallays | Topsport Vlaanderen-Baloise      |
| 29.     | Ruota d’Oro                                | 1.2U | Simone Velasco                   |                                  |
| 30.     | Tre Valli Varesine                         | 1.HC | Vincenzo Nibali                  | Astana Pro Team                  |
| 30.–4.  | Tour de l’Eurométropole                    | 2.1  | Alexis Gougeard                  | AG2R La Mondiale                 |

## Oktober
| Datum   | Rennen                    | Kat. | Sieger             | Team                       |
| ------- | ------------------------- | ---- | ------------------ | -------------------------- |
| 1.      | Milano–Torino             | 1.HC | Diego Rosa         | Astana Pro Team            |
| 2.      | Gran Piemonte             | 1.HC | Jan Bakelants      | AG2R La Mondiale           |
| 3.      | Piccolo Giro di Lombardia | 1.2U | Fausto Masnada     |                            |
| 3.      | Münsterland Giro          | 1.HC | Tom Boonen         | Etixx-Quick Step           |
| 4.      | Tour de Vendée            | 1.1  | Christophe Laporte | Cofidis, Solutions Crédits |
| 6.      | Binche–Tournai–Binche     | 1.1  | Ramon Sinkeldam    | Team Giant-Alpecin         |
| 7.–10.  | Tour of Mevlana           | 2.2  | Ahmet Örken        | Torku Şekerspor            |
| 8.      | Paris–Bourges             | 1.1  | Sam Bennett        | Bora-Argon 18              |
| 8.      | Coppa Sabatini            | 1.1  | Eduard Prades      | Caja Rural-Seguros RGA     |
| 10.     | Giro dell’Emilia          | 1.HC | Jan Bakelants      | AG2R La Mondiale           |
| 11.     | GP Bruno Beghelli         | 1.HC | Sonny Colbrelli    | Bardiani CSF               |
| 11.     | Paris–Tours               | 1.HC | Matteo Trentin     | Etixx-Quick Step           |
| 11.     | Paris–Tours Espoirs       | 1.2U | Sam Oomen          | Rabobank Development Team  |
| 13.     | Nationale Sluitingsprijs  | 1.1  | Nacer Bouhanni     | Cofidis, Solutions Crédits |
| 18.     | Chrono des Nations        | 1.1  | Wassil Kiryjenka   | Team Sky                   |
| 22.–25. | Tour of Aegean            | 2.2  | Ahmet Örken        | Torku Şekerspor            |

## Gesamtwertung
(Endstand: 31. Dezember 2015)
| Platz | Fahrer               |            | Team | Punkte |
| ----- | -------------------- | ---------- | ---- | ------ |
| 1.    | Nacer Bouhanni       | Frankreich | COF  | 721    |
| 2.    | Edward Theuns        | Belgien    | TSV  | 649    |
| 3.    | Dimitri Claeys       | Belgien    | WIL  | 524    |
| 4.    | Edvald Boasson Hagen | Norwegen   | MTN  | 480    |
| 5.    | Marko Kump           | Slowenien  | ADR  | 476    |

| Platz | Team                         |            | Punkte |
| ----- | ---------------------------- | ---------- | ------ |
| 1.    | Topsport Vlaanderen-Baloise  | Belgien    | 1693   |
| 2.    | Cofidis, Solutions Crédits   | Frankreich | 1600   |
| 3.    | Bretagne-Séché Environnement | Frankreich | 1476   |
| 4.    | Kolss-BDC Team               | Ukraine    | 1383   |
| 5.    | Vérandas Willems             | Belgien    | 1345   |

| Platz | Nation     | Punkte |
| ----- | ---------- | ------ |
| 1.    | Italien    | 3396   |
| 2.    | Belgien    | 3364   |
| 3.    | Frankreich | 2665   |
| 4.    | Spanien    | 2257   |
| 5.    | Ukraine    | 1945   |

| Platz | Nation (U23) | Punkte |
| ----- | ------------ | ------ |
| 1.    | Italien      | 1641   |
| 2.    | Niederlande  | 1086   |
| 3.    | Dänemark     | 948    |
| 4.    | Frankreich   | 751    |
| 5.    | Belgien      | 593    |